# Boyd Gaines

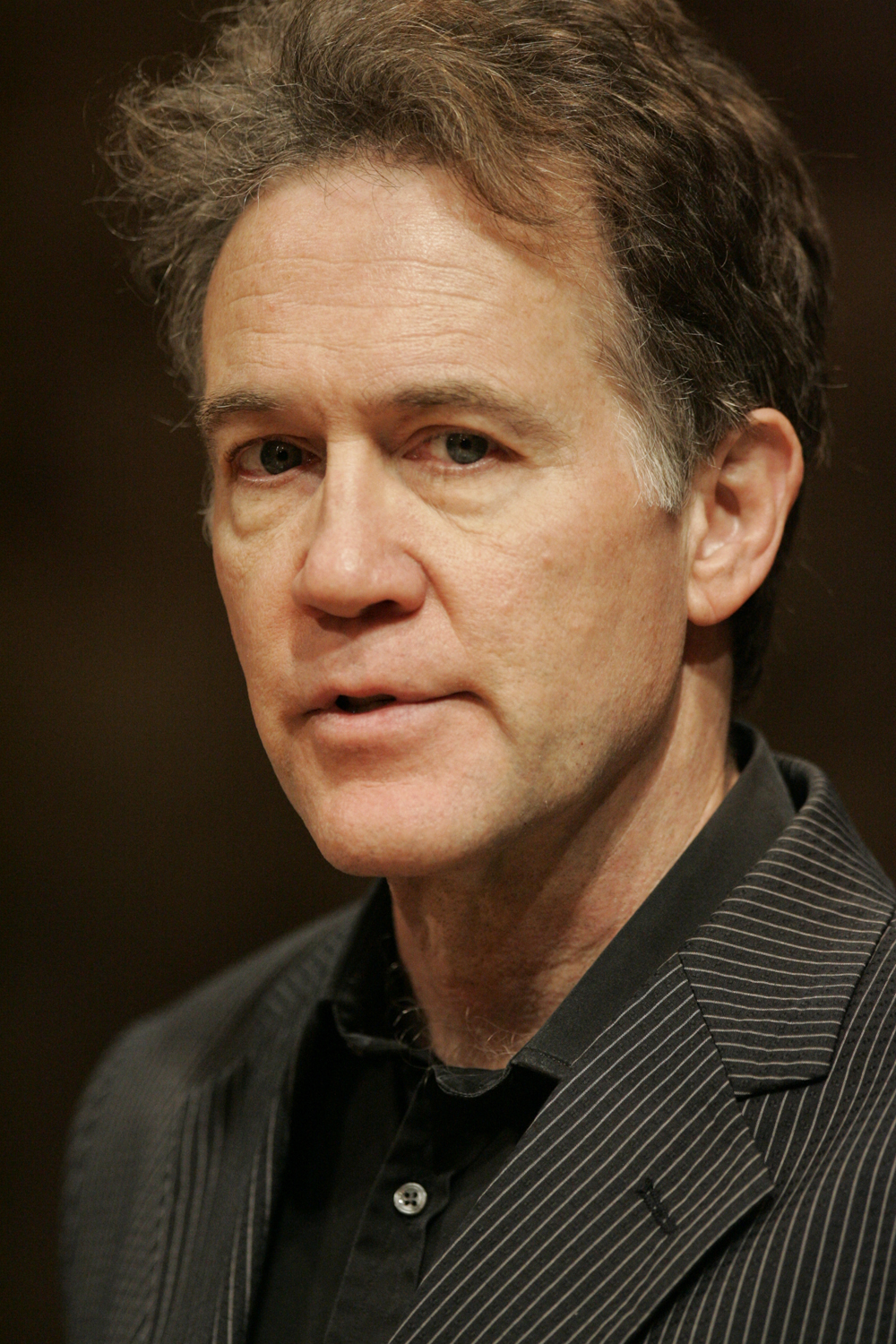
Boyd Gaines (2013)

Boyd Payne Gaines  (* 11. Mai 1953 in Atlanta, Georgia) ist ein US-amerikanischer Theater-, Film- und Fernsehschauspieler.

## Leben
Boyd Gaines war in etlichen Filmen und Fernsehserien zu sehen, wie in Fame – Der Weg zum Ruhm, L.A. Law, Law & Order, Mord ist ihr Hobby und One Day at a Time (gemeinsam mit Valerie Bertinelli). Gaines ist in den Vereinigten Staaten auch ein bekannter Fernseh-, Hörbuch- und Synchronsprecher.
Am erfolgreichsten ist Gaines allerdings als Bühnenschauspieler. Für seine Theaterarbeiten am Broadway hat er bisher vier Tony Awards gewonnen. Er ist bisher der Einzige, dem es gelang, in allen vier Schauspielkategorien der Tony Awards nominiert zu werden. Um auch in allen gewonnen zu haben, fehlt ihm nur noch eine Auszeichnung als bester Hauptdarsteller eines Theaterstücks.

## Filmografie (Auswahl)
- 1980: Fame – Der Weg zum Ruhm (Fame)
- 1981–1984: One Day at a Time (Fernsehserie, 55 Folgen)
- 1982: Porky’s
- 1984–1986: Hotel (Fernsehserie, drei Folgen)
- 1985: Der Volltreffer (The Sure Thing)
- 1985: Remington Steele (Fernsehserie, eine Folge)
- 1986: Heartbreak Ridge
- 1987: Ray’s Male Heterosexual Dance Hall (Kurzfilm)
- 1988: Verführung am Telefon (Call Me)
- 1991: Das Schicksal der Jackie O. (A Woman Named Jackie, Miniserie, drei Folgen)
- 1992: Mord ist ihr Hobby (Murder, She Wrote, Fernsehserie, eine Folge)
- 1993–2004: Law & Order (Fernsehserie, vier Folgen)
- 1994: Frasier (Fernsehserie, eine Folge)
- 1995: Die Grasharfe (The Grass Harp, Erzähler)
- 1996: Ich bin nicht Rappaport (I’m Not Rappaport)
- 1998/1999: Jung und leidenschaftlich – Wie das Leben so spielt (As the World Turns, Fernsehserie, zwei Folgen)
- 1999: The Confession – Das Geständnis (The Confession)
- 2004: Second Best
- 2006: Angela Henson – Das Auge des FBI (Angela’s Eyes, Fernsehserie, sechs Folgen)
- 2007: Funny Games U.S. (Funny Games)
- 2009: Good Wife (The Good Wife, Fernsehserie, eine Folge)
- 2016: No Pay, Nudity
- 2018: The Independents
- 2019: Der Distelfink (The Goldfinch)